# Моралес Пауль, Исидро
Исидро Моралес Пауль (исп. Isidro Morales Paúl; 1 марта 1932, Каракас, Венесуэла — 18 июня 2005, там же) — венесуэльский государственный деятель и дипломат, министр иностранных дел (1984—1985).

## Биография
Доктор в политических и социальных наук Центрального университета Венесуэлы.
Был послом Венесуэлы в Нидерландах, Франции, Доминиканской Республике, Тринидаде и Тобаго. Был спецпредставителем президента на переговорах с Колумбией. Считался одним из ведущих венесуэльских специалистов по морскому праву, сыграл решающую роль в разграничении морских и подводных территорий.
В 1984—1985 гг. — министр иностранных дел Венесуэлы.
Являлся членом Консультативного комитета по иностранным делам, с 2002 г. — председателем Президиума центра стратегических оценок и международных отношений Университета Метрополитан.